# Lotus SmartSuite
Lotus Smartsuite, i marknadsföring skrivet Lotus SmartSuite, är en serie kontorsprogram liknande Microsoft Office eller Openoffice.org och som tillverkas av Lotus Software. Programserien marknadsförs av IBM och är sedan 1997 mycket känd.[källa behövs]
I serien ingår bland annat kalkylprogrammet Lotus 1-2-3, ordbehandlingsprogrammet (Lotus Word Pro), en databashanterare (Lotus Approach) och ett presentationsprogram (Lotus Freelance Graphics).